# 施滕佩爾約赫峰

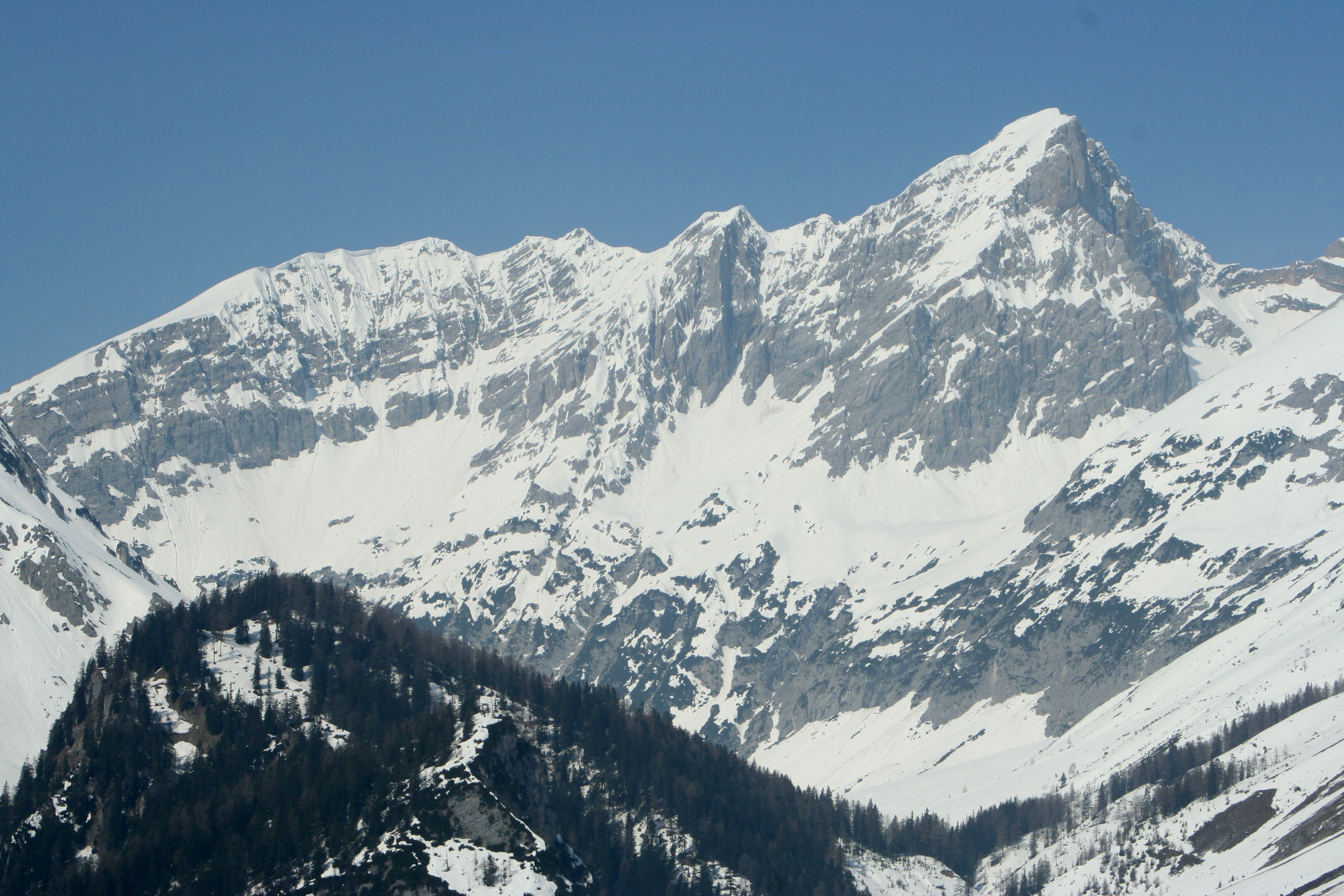

47°20′05″N 11°26′18″E / 47.334661°N 11.438337°E
施滕佩爾約赫峰（德語：Stempeljochspitze），是奧地利的山峰，位於該國西部，由蒂羅爾州負責管轄，屬於卡爾文德爾山脈的一部分，距離羅斯山0.42公里，海拔高度2,543米，每年平均降雨量1,666毫米。